# Académie des sciences de Turin

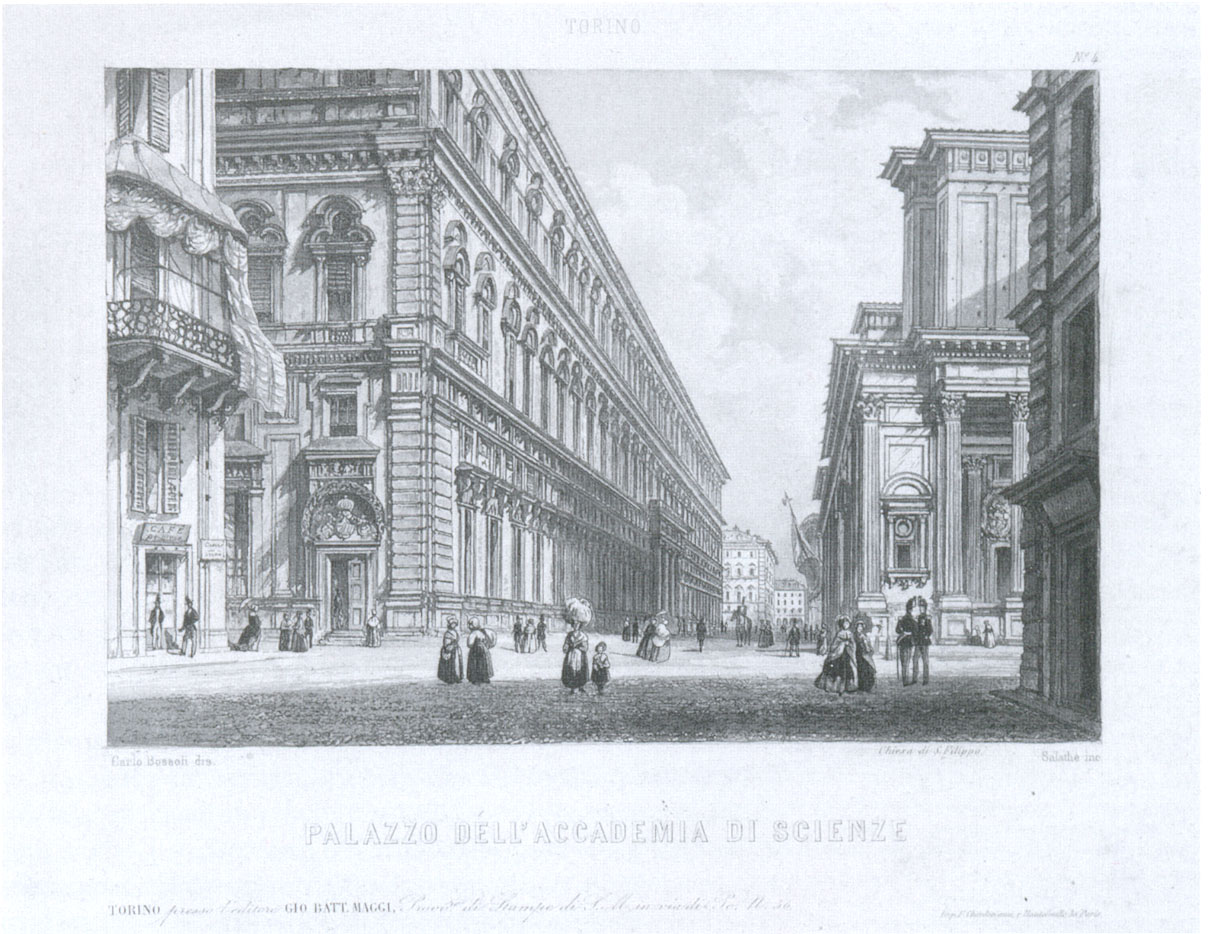
Gravure d'époque (1853) du siège historique de l’Académie des sciences de Turin.

L'Académie des sciences de Turin (Accademia delle Scienze di Torino) se donne comme objectif de « contribuer au progrès scientifique, en promouvant les recherches et en prenant en charge la publication de leurs résultats, en contribuant à la diffusion du savoir par le moyen de congrès, colloques, séminaires, conférences, et tout autre moyen retenu apte, et autrement en donnant des avis et en formulant des propositions aux institutions publiques et organismes privés dans le champ de ses compétences » (extrait des statuts, approuvés par décret du ministre des Biens et Activités culturelles le 21 juillet 2000).

## Histoire
L’Académie des sciences de Turin fut créée à partir de la Società Scientifica Privata Torinese, qui lui préexistait. Cette dernière fut fondée en 1757 par la volonté du Comte Giuseppe Angelo Saluzzo di Monesiglio (chimiste, qui mit sa propre maison à disposition pour les réunions des sociétaires), avec la collaboration de Joseph-Louis Lagrange, le célèbre mathématicien, et Giovanni Cigna, physicien et médecin.
La société était principalement orientée sur les mathématiques, la mécanique et la physique, et produisait dès 1759 une publication, sous le titre de Miscellanea philosophico-matematica Societatis privatae Taurinensis, qui comprenait, entre autres écrits, deux textes de Lagrange, un relatif à l’analyse de la méthode des maximis et des minimis de Fermat, et un sur la propagation du son. Par la suite, furent publiés quatre volumes de Mélanges de philosophie et de mathématique (en français dans le texte), qui accueillirent les écrits scientifiques de Leonhard Euler (1707-1783), noté Eulero en italien, et le médecin et botaniste Albrecht von Haller, tous deux suisses.
En quelques années, les plus importants représentants de la culture piémontaise et quelques-uns des Lumières françaises, adhérèrent à cette première société, tel que Jean Le Rond d'Alembert, et Nicolas de Condorcet.

### Naissance officielle
L’Académie fut fondée officiellement en 1783, par ordonnance (rescritto) du souverain Victor-Amédée III de Savoie, roi de Sardaigne, qui lui confia le titre d’Accademia Reale, la reconnaissant ainsi juridiquement comme institution publique. Il établit que fut fourni à l’institution une contribution annuelle pour faire face aux dépenses de la recherche, et en 1784, approuva personnellement aussi bien les statuts que l’élection des sociétaires. Grâce à cette reconnaissance, l’Académie acquit un prestige international et accrut les contacts avec les étudiants étrangers.
Les publications des textes scientifiques continuèrent avec un nouveau titre, Mémoires de l’Académie royale des sciences de Turin (en français dans le texte).
Comme devise fut choisie Veritas et utilitas, qui résume les objectifs de l’Académie : recherche la vérité (recherche fondamentale, dirions nous aujourd’hui) et utiliser les connaissances scientifiques pour les applications pratiques.
En 1787, toujours par volonté de Vittorio Amedeo III de Savoie, le siège de l’Académie fut transporté dans le palais du XVIIe siècle qui avait hébergé le Collegio dei Nobili, et actuellement dénommé Palazzo dell’Accademia delle Scienze. 
En 1796, le début de la guerre entre la maison de Savoie et la France (devenue République à la suite de la Révolution française) provoqua l’interruption forcée des activités de l’Académie.

### XIXesiècle

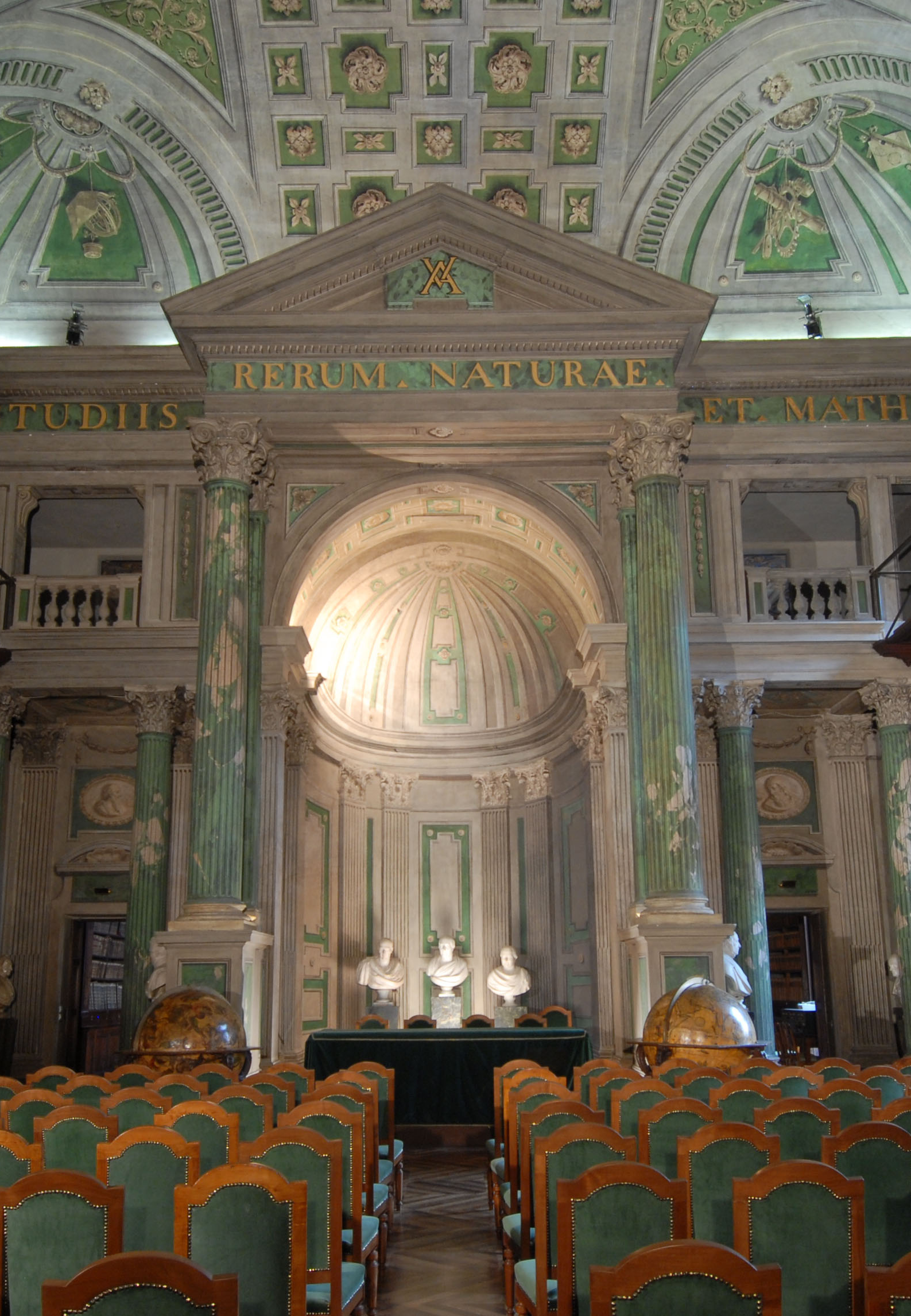
Sala dei Mappamondi

Les activités reprirent seulement en 1801, à la suite de l’occupation du Piémont par Napoléon Bonaparte. Il mit en acte la réforme de l’Académie, la réorganisant en deux classes : une continuerait à s’occuper de la recherche scientifique, tandis que l’autre orienterait ses propres études sur la littérature et l’art. En 1804, Napoléon s’autoproclama président perpétuel à titre honorifique et en 1805 il changea le nom d’Accademia Reale en Accademia Imperiale.
En 1814, avec la chute de Napoléon, et la Restauration consécutive de la monarchie de Savoie, l’Académie fut épurée des penseurs et scientifiques qui s’était montrés pro-français (entre autres, Giovanni Antonio Giobert et Giovanni Battista Balbis). Cependant, l’organisation en deux classes, elle, fut maintenue, mais subit de légères modifications : la première classe s’occuperait des sciences physiques, mathématiques et naturelles, la seconde des sciences morales, historiques et philologiques.
La monarchie de la maison de Savoie continua à soutenir économiquement l’Académie de Turin (et à en influencer lourdement l’orientation) pendant quasiment tout le XIXe siècle, même quand la capitale d’Italie non fut plus Turin.

La direction de l’institut, de fait, resta toujours un privilège exclusif de personnalités appartenant à la noblesse piémontaise. Ce ne fut qu’en 1879 que la nomination d’un président fut étendue aux membres non nobles de l’Académie. Cette fonction passa de « perpétuelle » à triennale, et il fut établi qu’il devait y avoir alternance entre les deux classes.
Au cours du XIXe siècle, l’Académie put s’enorgueillir de compter comme sociétaires, les éléments les plus visibles de la culture italienne (Alessandro Manzoni, Joseph de Maistre, Ugo Foscolo, Vincenzo Gioberti, Antonio Rosmini, Galileo Ferraris, Quintino Sella, Amedeo Avogadro et Germain Sommeiller), ainsi que des scientifiques, philosophes et écrivains d’autres nations (les Allemands Alexander von Humboldt, Friedrich Carl von Savigny, Carl Friedrich Gauss, Moritz Cantor, Leopold von Ranke, Hermann von Helmholtz et Theodor Mommsen ; les Français François Guizot et Victor Cousin, Ernest Renan et Hippolyte Taine ; et le père de la théorie de l’évolution, l’Anglais Charles Darwin).

## Membres
- Giovanni Paolo Cumino (1762-?), en religion Ugo Maria Cumino (it), né à Revello, frère lai chartreux de Val-di-Pesio, botaniste et mycologue, à la fin du XVIIIe siècle, a écrit un mémoire mycologique très importante intitulée Fungorum Vallis Pisìì Specimen. Le 12 janvier 1794, il est nommé membre correspondant de l'académie des sciences de Turin[2].
- Giambattista Magistrini (1777-1849), mathématicien.

## Localisation
L’Académie a son siège dans la via Accademia delle Scienze 6, à Turin, dans un imposant édifice de briques, dénommé fort à propos Palazzo dell’Accademia delle Scienze.

## Prix
L'Académie des sciences de Turin décerne des prix à des savants en récompense de leurs travaux portant sur des sujets scientifiques, économiques et sociaux, ou en récompense de leur engagement civique. Il s'agit des prix Ravani Pellati, Martinetto, Ferrari Soave, Panetti Ferrari, et Gili Agostinelli.
Le prix Ravani Pellati
Créé en 1927 il est destiné à récompenser un Italien qui s'est distingué dans le domaine de la physique ou de la chimie. Les lauréats de ce prix sont :
- Gian Carlo Wick en 1944,
- Giovanni Battista Bonino en 1972
- Marco Gilli en 1998,
- Luigi Costa en 1999,
- Giuseppe Furlan en 2006,
- Guido Viscardi en 2010,
- Nadia Pastrone en 2014,
- Nicola Armaroli en 2019

Le prix Martinetto
Il honore tous les deux ans un Italien ayant œuvré à la défense des droits des citoyens. Les lauréats de ce prix sont :
- David Maria Turoldo en 1990,
- Vittorio Foa en 1992,
- Padre Achille Erba en 1994,
- Susetta Giordano Bonnet en 1996,
- Gian Carlo Caselli en 1998,
- Elio Sommavilla en 2000,
- Adriano Vitelli en 2002,
- Beppino Englaro en 2005,
- Milena Gabanelli en 2009,
- Antonio Cassese en 2011,
- Mauro Salizzoni en 2013,
- Gino Strada en 2016,
- Giusi Nicolini en 2018.